# Stavanger Lufthavn, Sola
Stavanger Lufthavn, Sola (IATA: SVG, ICAO: ENZV) er en international lufthavn ved Sola, 11 km syd/vest for Stavanger, og 10 km nord/vest for Sandnes i Norge. Lufthavnen er Norges ældste, bygget i 1937, senere udvidet og ombygget flere gange.
I 2009 ekspederede den 3.552.579 passagerer og 82.118 flybevægelser.

## Bustransport til og fra lufthavnen
Der går rutebus og flybus til centrum af Stavanger. Dessuden rutebus til Sandnes, Sola og Tananger.